# Iglesia de Santa Eufemia (Villafría)
La iglesia de Santa Eufemia es un edificio situado en el concejo español de Villafría, en la provincia de Álava.

## Descripción
El edificio se encuentra en el concejo español de Villafría, del municipio de Bernedo, perteneciente a la provincia de Álava, en la comunidad autónoma del País Vasco. Se menciona como iglesia parroquial del lugar en el decimosexto y último volumen del Diccionario geográfico-estadístico-histórico de España y sus posesiones de Ultramar de Pascual Madoz, donde aparece descrita con las siguientes palabras: «igl. parr. (Sta. Eufemia) servida por un beneficiado de Bernedo, que es su matriz». En el tomo de la Geografía general del País Vasco-Navarro dedicado a Álava y escrito por Vicente Vera y López, se dice lo siguiente: «Su parroquia, de categoría rural de segunda clase, está dedicada á Santa Eugenia y pertenece al arciprestazgo de Campezo».